# Eloy Fariña Núñez
Eloy Fariña Núñez (25 juin de 1885 à Humaitá, Paraguay - 3 janvier 1929 à Buenos Aires, Argentine) est un poète, narrateur, essayiste, dramaturge et journaliste paraguayen. Il est considéré comme le représentant du modernisme de ce pays.